# Fót
Fót is een plaats (város) en gemeente in het Hongaarse comitaat Pest. Fót telt 17 633 inwoners (2007).

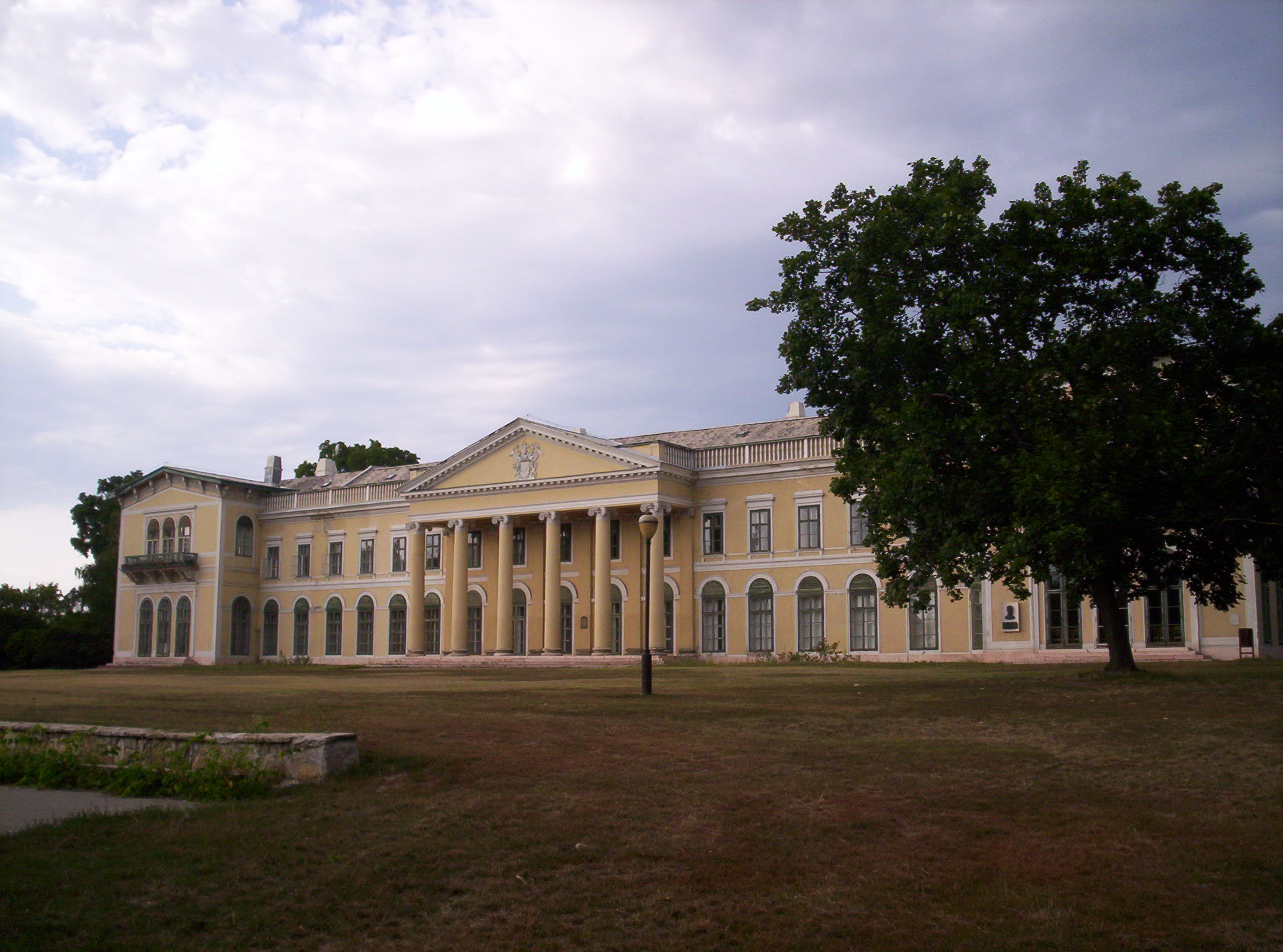
Kasteel